# 軍令承行令
軍令承行令（ぐんれいしょうこうれい）とは1945年（昭和20年）の太平洋戦争敗戦以前大日本帝国海軍で作戦上の指揮権の継承序列を定めた法令である。もともとは指揮権の継承序列が一目瞭然でないと戦時に不都合であるため定められたものである。

## 概要
詳細は時代により変遷があったが、大正8年の改正以降は以下のような順序によった。階級の上下と任官の先後によって決まる序列（先任順位）は、全現役海軍士官について、毎年作成される『現役海軍士官名簿』で海軍部内や陸軍に公示された。
1. 兵科将校の階級の上下、同階級の場合は任官の先後による。召集中の予備役及び後備役兵科将校は同階級の兵科将校に次ぐ。
2. 兵科将校不在の場合は機関科将校が軍令を承行する。序列は１に準ずる。
3. 軍令承行を行う各部の長が必要と認める場合は兵曹長、上等兵曹、兵曹が承行する
4. 別に規定がある場合、または特別の命令がある場合は適用しない。

昭和17年に「兵科将校」が「将校（兵）」に、「機関将校」が「将校（機）」に変更される等、若干の修正があり、また戦時特例等による一時的変更もあった。
その後は1944年（昭和19年）にかけて機関科の権限拡大を初めとする大改正が行われこれに合わせ諸学校制度なども1945年の敗戦に至るまで各種の改正が進められた。
本規定はあくまでも作戦上の指揮権の継承序列に限定されたものであり、戦闘部隊ではない官衙（軍学校や工廠など）において機関科将校の部下に兵科将校を配するような人事を妨げるものではなかった。また機関科大尉よりも兵科大尉の方が上位の階級であるなどと定めているわけではなかったが、若手の兵科将校の中には本規定を誤解・あるいは乱用して自分よりも上位の階級の他科将校に対して自分の方が上位であるかのように振舞う者も現れ、他科との軋轢の原因ともなっていた。
「軍医中将が砲術、水雷等担当の兵科少尉候補生に服従せねばならない」「下士官兵から叩き上げの特務大尉が兵学校出の少尉に服従せねばならない」といった風に、特に昭和期以降は用兵上の様々な弊害、例えば海軍機関科問題の元凶として扱われることが多く、ハンモックナンバーと並び日本型組織としての海軍の限界を示す材料として幾らかの曲解も含め多くの文学、映像作品で登場している。
1944年（昭和19年）の古賀峯一連合艦隊司令長官殉職の際には、単に連合艦隊の指揮下部隊で最も軍令承行令の序列が上であるというだけで、後方の守備部隊（南西方面艦隊）の司令長官であった高須四郎が連合艦隊司令長官代理に就任し作戦が大きく混乱した。富岡定俊海軍少将（敗戦時の軍令部第1部長）は「自縄自縛を絵に描いたような規則であった」と、戦後になって軍令承行を述懐している。